# CA Technologies
CA Technologies, Inc. — колишня американська корпорація, одна з найбільших компаній виробників програмного забезпечення. Головний офіс компанії знаходився у місті Айлендія штату Нью-Йорк, а з червня 2014 р у місті Нью-Йорк.
У 2018 році компанію придбав виробник напівпровідників Broadcom Inc. за майже 19 мільярдів доларів.